# Razones y personas
Razones y Personas es un trabajo de filosofía escrito por Derek Parfit, publicado por primera vez en 1984. Está enfocado en ética, racionalidad e identidad personal. Está dividido en cuatro partes, dedicadas a teorías auto refutadas, racionalidad y tiempo, identidad personal y responsabilidad con las generaciones futuras.

## Teorías auto refutadas
La parte 1 arguye que ciertas teorías éticas son "auto refutadas". Una de dichas teorías es el egoísmo ético, el cual, según Parfit, es 'colectivamente auto refutado' debido al dilema del prisionero. Parfit también rechaza la "moralidad de sentido común" por razones similares.
En esta sección, Parfit no se adhiere explícitamente a una posición en particular, sino que muestra cuáles son los problemas de las diferentes teorías. Su único respaldo es a la "ética impersonal", siendo la impersonalidad un denominador común en las diferentes partes del libro.

## Racionalidad y tiempo
La parte 2 se concentra en la relación entre racionalidad y tiempo, discutiendo preguntas como ¿debemos tomar en cuenta nuestros deseos pasados? o ¿debo hacer algo que voy a lamentar en el futuro, aun cuando parece una buena idea ahora?.
Uno de los argumentos de Parfit es planteado así: los teóricos del interés propio consideran las diferencias entre distintas personas al mismo tiempo como significativas en términos de racionalidad, pero no consideran tan significativa la diferencia entre la misma persona en momentos distintos. 
Pero si, como argumenta Parfit, es válida una teoría reduccionista de identidad personal, entonces la diferencia entre diferentes personas al mismo tiempo resulta más como la diferencia entre la misma persona en momentos distintos. Entonces, si el reduccionismo es cierto, los teóricos del interés propio no son consistentes al ver las relaciones espaciales como significativas pero no así las relaciones temporales. Por tanto, las fundaciones de la teoría de interés propio son socavadas por el no-reduccionismo, el cual respalda la teoría de racionalidad de objetivo actual, cuya versión crítica es apoyada por Parfit.

## Identidad personal
La parte 3 argumenta a favor de una vista reductora de la identidad personal; en vez de aceptar la afirmación que nuestra existencia es un hecho profundo y significativo sobre el mundo, la perspectiva de Parfit sobre la identidad personal es como sigue:
En un momento 1, hay una persona. En un momento posterior 2, hay una persona. Estas dos parecen ser la misma persona; en efecto, estas dos personas comparten memorias y características de la personalidad, pero no hay hechos posteriores en el mundo que las haga la "misma persona".
Los argumentos de Parfit sobre esta posición se apoyan en nuestras intuiciones sobre experimentos mentales como la teletransportación, la fisión y fusión de personas, el reemplazo gradual de materia en el cerebro de alguien, la alteración gradual de la psicología de un individuo, entre otros. Por ejemplo, Parfit le pide al lector imaginar que entra a un "teletransportador", una máquina que te hace dormir, luego te destruye, desintegrándote en átomos, copiando la información y enviándola a Marte a la velocidad de la luz. En Marte, otra máquina te recrea (a partir de suministros locales de carbono, hidrógeno, etc), cada átomo en exactamente la misma posición relativa. Parfit propone la pregunta de si el teletransportador es o no un método de viaje—¿Es la persona en Marte la "misma persona" que entró a la máquina en la Tierra? Ciertamente, al despertar en Marte, uno se sentiría como uno mismo, recordaría haber entrado al teletransportador para viajar a Marte, incluso uno sentiría el pequeño corte que se hizo en el labio al afeitarse en la mañana.
Luego el teletransportador es mejorado. La máquina en la Tierra es modificada para no destruir a la persona que entra en ella, en su lugar, la máquina en Marte puede hacer réplicas infinitas, todas las cuales podrían afirmar que recuerdan haber entrado al teletransportador en la Tierra.
Usando experimentos mentales como estos, Parfit arguye que cualquier criterio que intentemos usar para determinar la igualdad de personas será insuficiente, pues no hay hechos posteriores. Lo que importa, para Parfit, es simplemente la "Relación R", conexión psicológica, incluyendo la memoria, personalidad y demás.
Parfit continúa esta lógica para establecer un nuevo contexto para la moralidad y el control social. Afirma que es moralmente malo dañar o interferir con otra persona y que es obligatorio para la sociedad proteger a los individuos de transgresiones semejantes. Una vez se acepta esto, es una corta extrapolación concluir que también es obligatorio para la sociedad proteger al "Yo futuro" de un individuo de dichas transgresiones; fumar tabaco podría clasificarse como un abuse del derecho a una existencia saludable de un Yo futuro. Parfit resuelve la lógica para llegar a esta conclusión, lo que parecería justificar la intromisión en libertades personales, pero no apoya explícitamente tal control invasivo.
La conclusión de Parfit es similar a la visión de David Hume, y también a la visión del Yo en el budismo, aunque no se limita a una mera reformulación de ambas. Pues, además de ser "reductora", la posición de Parfit también es "deflacionaria": al final, "lo que importa", no es la identidad personal sino la continuidad mental y la conexión.

## Generaciones futuras
La parte 4 trata de preguntas sobre nuestra responsabilidad hacia futuras generaciones. Inquiere sobre si puede ser malo crear una vida o si la destrucción ambiental viola los derechos de futuras personas, entre otras.
Dado que el curso de la historia afecta drásticamente a qué personas realmente nacen (pues afecta por una parte a qué progenitores potenciales se conocen y tienen hijos y por otra a que una diferencia en el momento de la concepción alterará la carga genética del niño), una pregunta que hace Parfit es ¿tienen las personas futuras derecho a quejarse sobre nuestras acciones teniendo en cuenta que probablemente no existirían si las cosas hubiesen sido diferentes?
Otro problema considerado por Parfit es la paradoja de mera adición, que parece indicar que es mejor tener un gran número de personas ligeramente felices, que unas pocas que sean muy felices. Parfit llama a este concepto la "conclusión repugnante", pero dice que todavía no ha encontrado una solución.

## Recepción
Bernard Williams describió Razones y Rersonas como "brillantemente astuto e imaginativa", y lo elogió como parte de una ola de trabajo en filosofía analítica que trata con problemas morales concretos, en lugar de abstracta meta-ética.
Philip Kitcher escribió en su reseña del libro de Parfit  Sobre lo que importa que Razones y Personas "era ampliamente visto como una contribución destacada a un grupo de preguntas en metafísica y ética".
Peter Singer incluyó Razones y Personas en una lista de sus 10 libros favoritos en The Guardian, afirmando que "El pensamiento penetrante y la prosa limpia de Parfit hacen este uno de los más excitantes, aunque retadores, trabajos de un filósofo contemporáneo".